# 카렌 베이스
캐런 루스 베이스(Karen Ruth Bass, /ˈbæs/ 1953년 10월 3일~)는 미국의 정치인이자 전직 의사 보조원 으로, 2022년부터 로스앤젤레스의 43대 시장 을 역임하고 있다. 민주당 소속인 베이스는 2011년부터 2022년까지 미국 하원의원 에서, 2004년부터 2010년까지 캘리포니아주 의회의원 에서 의원을 지냈으며 마지막 임기 동안 의장을 역임했다.
로스앤젤레스 출신인 베이스는 캘리포니아주립대학교, 도밍게즈 힐스대학교, 남가주대학교 에서 대학을 다녔다. 그녀는 공직에 취임하기 전에는 의사 보조원 과 지역 사회 활동가로 일했다. 베이스는 의회에 선출되기 전 6년간 캘리포니아주 의회에서 47번째 지구를 대표했다. 2008년 그녀는 캘리포니아주 의회의 67대 의장 으로 선출되어 미국 역사상 최초로 주 의회 의장을 지낸 아프리카계 미국 여성이 되었다.
베이스는 2010년에 처음으로 미국 하원의원으로 선출되었다. 그녀는 첫 번째 임기 동안 캘리포니아 제33선거구를 대표했지만, 2012년 선거구 재편으로 인해 그녀는 제37선거구 로 옮겨갔다. 그녀는 제116회 의회 에서 흑인 의원연합 (Congressional Black Caucus)의 의장을 맡았다. 2022년 로스앤젤레스 시장 선거에서 승리한 후, 베이스는 로스앤젤레스 시장을 지낸 최초의 여성이 되었고 톰 브래들리에 이어 두 번째 흑인 시장이 되었다.

## 역대 선거 결과
| 선거명      | 직책명                           | 대수  | 정당   | 득표율 | 득표수    | 결과 | 당락                       |
| ----------- | -------------------------------- | ----- | ------ | ------ | --------- | ---- | -------------------------- |
| 2004년 선거 | 하원의원 (캘리포니아 제47선거구) | 86대  | 민주당 | 80.77% | 118,495표 | 1위  | 캘리포니아 주의원 당선     |
| 2006년 선거 | 하원의원 (캘리포니아 제47선거구) | 87대  | 민주당 | 84.87% | 84,674표  | 1위  | 캘리포니아 주의원 당선     |
| 2008년 선거 | 하원의원 (캘리포니아 제47선거구) | 88대  | 민주당 | 85.00% | 134,003표 | 1위  | 캘리포니아 주의원 당선     |
| 2010년 선거 | 하원의원 (캘리포니아 제33선거구) | 112대 | 민주당 | 86.08% | 131,990표 | 1위  | 캘리포니아주 하원의원 당선 |
| 2012년 선거 | 하원의원 (캘리포니아 제37선거구) | 113대 | 민주당 | 86.42% | 207,039표 | 1위  | 캘리포니아주 하원의원 당선 |
| 2014년 선거 | 하원의원 (캘리포니아 제37선거구) | 114대 | 민주당 | 84.28% | 96,787표  | 1위  | 캘리포니아주 하원의원 당선 |
| 2016년 선거 | 하원의원 (캘리포니아 제37선거구) | 115대 | 민주당 | 81.13% | 192,490표 | 1위  | 캘리포니아주 하원의원 당선 |
| 2018년 선거 | 하원의원 (캘리포니아 제37선거구) | 116대 | 민주당 | 89.08% | 210,555표 | 1위  | 캘리포니아주 하원의원 당선 |
| 2020년 선거 | 하원의원 (캘리포니아 제37선거구) | 117대 | 민주당 | 85.94% | 254,916표 | 1위  | 캘리포니아주 하원의원 당선 |
| 2022년 선거 | 로스앤젤레스 시장                | 43대  | 무소속 | 54.83% | 509,944표 | 1위  | 로스앤젤레스 시장 당선     |